# ヒューマン・ダイバーシティ財団
ヒューマン・ダイバーシティ財団（HDF: ヒューマン・ダイバーシティ財団）とは、2022年に設立された極右系企業である。『Aporia Magazine』と『Mankind Quarterly』を通じて「人種科学」を公表することを目的としている。また、エドワード・ダットンのポッドキャスト「The Jolly Heretic」も公開している。HDFの主要人物、その創設者を含め、リマイグレーション（移民追放）と白人ナショナリズムを支持している。
2025年4月、この組織は法的にはPolygenic Scores LLCに改称された。

## 歴史
ヒューマン・ダイバーシティ財団は、デンマークの極右活動家エミル・キルケゴールが、彼の本名であるウィリアム・エングマンとして2022年に設立した。米国ワイオミング州で有限責任会社（LLC）として登録された。HDFの他のリーダーは、英国の元教師でAporia Magazineの創設者であるマシュー・フロストと、ドイツの白人ナショナリストで極右政党「ドイツのための選択肢（AfD）」のソーシャルメディア顧問であるエリック・アーレンスである。ヒューマン・ダイバーシティ財団は、パイオニア基金をリブランドしたものである。マシュー・フロストによると、パイオニア基金からの資産はエミル・キルケゴールが相続し、HDFのために使われたという。
エミル・キルケゴールは、約10人の研究者からなるHDFの「地下研究部門」を率いている。HDFの研究チームのメンバーには、ブライアン・ペスタ、ボー・ワインガード、ダヴィデ・ピフェールが含まれる。パイオニア基金から資金を受け取っていたペスタは、2022年にクリーブランド州立大学の職を解雇された。彼の研究における遺伝子データの誤用が理由である。ピフェールの人種と知能に関する著作は、2022年バッファロー銃乱射事件の加害者であるペイトン・ジェンドロンによって引用された。HDFのもう一人の従業員はエドワード・ダットンである。彼はMankind Quarterlyの元編集長であり、優生学を推進するレイシストYouTuberである。ダットンは黒人について「学業成績も行動もあまり良くない」と示唆している。ダットンは学生の論文を盗作したため、オウル大学の職を解雇された。HDFはラッセル・T・ウォーネが執筆した研究論文に資金を提供している。
2024年10月、ガーディアン紙は、アメリカ人実業家アンドリュー・コンルがHDFに100万ドル以上を寄付したことを明らかにした。報道によると、「ガーディアン紙からの接触を受けた後、コンルは支援を撤回した。グループが『非党派的な学術研究』という当初の使命から逸脱したように見えた、と述べている」。
2025年4月現在、彼らのウェブサイトには以下の声明のみが掲載されている。「我々は人類の多様性の研究を専門とする非営利団体である。現在、さらなる資金提供は求めていない」。

### ネオ・ビザンティウム
HDFは、収入を得るために、ネオ・ビザンティウムと呼ばれる私的な極右クラブの設立を計画していた。会費は650ポンドから始まり、5,000ポンドまで上昇し、エリック・アーレンスとマシュー・フロストが率いる予定であった。

### UKバイオバンク論争
2024年10月、ガーディアン紙のジャーナリストは、エミル・キルケゴールとHDFがUKバイオバンクのデータにアクセスしたと報じた。隠しカメラの映像は、2023年にマシュー・フロストが「彼らはUKバイオバンクにアクセスすることに成功した」と主張し、詳細については「エミルに話を聞いてほしい」と述べていることを明らかにした。これに対し、UKバイオバンクの代表者は、彼らが「キルケゴールおよび彼と関連があるとされる他の研究者によるリソースへのアクセス試行を監視し、阻止し続けている」とコメントした。また、代表者はHDFが「正真正銘の研究者ではない」とコメントしている。

## 出版物

### Aporia Magazine
HDFは、科学的レイシズムの発信源としてオンラインマガジンAporiaを運営している。マシュー・フロストが2021年にAporiaを設立し、エミル・キルケゴールに売却した。フロストは、この雑誌は「エリート層、エリートを目指す人々」に読まれるべきだと述べている。
ダイアナ・フライシュマンがポッドキャストのホストを務めている。彼女は2023年のナタール会議に新右翼のメンバーと共に出席した。Aporiaの編集長であるボー・ワインガードは、人種的ステレオタイプは「かなり正確」であると信じており、読者に「白人アイデンティティ政治」を受け入れるよう求めた。ワインガードはマリエッタ大学の職を解雇された。2020年、ワインガードはリチャード・リンの欠陥のあるIQデータに基づいた撤回された論文を発表した。ワインガードの人種と知能に関する研究は、疑似科学に似ているとして批判された。
Aporiaの編集者であるノア・カールは、極右過激派と協力した疑惑によりケンブリッジ大学を解雇された。
白人ナショナリストのジャレッド・テイラーは2024年にAporiaポッドキャストに出演し、多民族社会について不満を述べた。彼は「黒人と白人が平和に共存する可能性はない」とコメントしている。

### Mankind Quarterly
HDFはMankind Quarterlyを所有していると述べている。これは「人種的不平等を促進するための疑似学術的な媒体」と評されている。

### The Jolly Heretic
HDFはエドワード・ダットンのポッドキャストとニュースレター「The Jolly Heretic」を出版している。ダットンはHDFの給与リストに載っており、年間約40,000ドルを受け取っていると報じられている。2023年11月、「The Jolly Heretic」は年間収益62,400ドルを稼ぎ、それがHDFに投入された。このポッドキャストには、ダットンによるドキュメンタリーやインタビューが含まれている。2024年5月、ダットンは中世ヨーロッパにおけるイスラム支配に関するドキュメンタリー「1492」を公開した。有料会員は完全なドキュメンタリーを視聴できる。ドキュメンタリーの中でダットンは、700年代のイベリア半島におけるイスラムの征服を、現代のヨーロッパへのイスラム移民と比較している。

## 極右活動
HDFは、非民族ヨーロッパ系の少数民族を強制的に追放することで、白人専用のエスノステートを創設することを計画しており、この戦術を「リマイグレーション」と称している。この用語は近年、ドイツとオーストリアの極右政治団体が少数民族の大量追放を指す婉曲表現として普及している。HDFは、ドイツの極右政党「ドイツのための選択肢（AfD）」と関係がある。HDFのリーダーであるマシュー・フロストは、AfDが政権を握った場合、リマイグレーションが主要政策になるべきだと述べている。キルケゴールは、2世代または3世代にわたって定住した家族には、立ち退きのために金銭が支払われるべきだと示唆した。
HDFのリーダーであるエリック・アーレンスは、武装親衛隊を擁護しており、移民によって脅かされていると信じる「白人でキリスト教徒の民」のための住処を創設したいと述べている。アーレンスは「私のビジョンは、いつかドイツで、トランプのような形で立候補することだ」とコメントし、「人物中心のポピュリスト運動は100年間行われていない。誰がその役割を担えるかを探していたが、おそらく私がその役割を担うことになるだろう」と付け加えている。